# Dasybasis canipilis
Dasybasis canipilis är en tvåvingeart som först beskrevs av Krober 1934.  Dasybasis canipilis ingår i släktet Dasybasis och familjen bromsar. Inga underarter finns listade i Catalogue of Life.